# Galianthe boliviana
Galianthe boliviana är en måreväxtart som beskrevs av Elsa Leonor Cabral. Galianthe boliviana ingår i släktet Galianthe och familjen måreväxter.
Artens utbredningsområde är Bolivia. Inga underarter finns listade i Catalogue of Life.